# Папиц

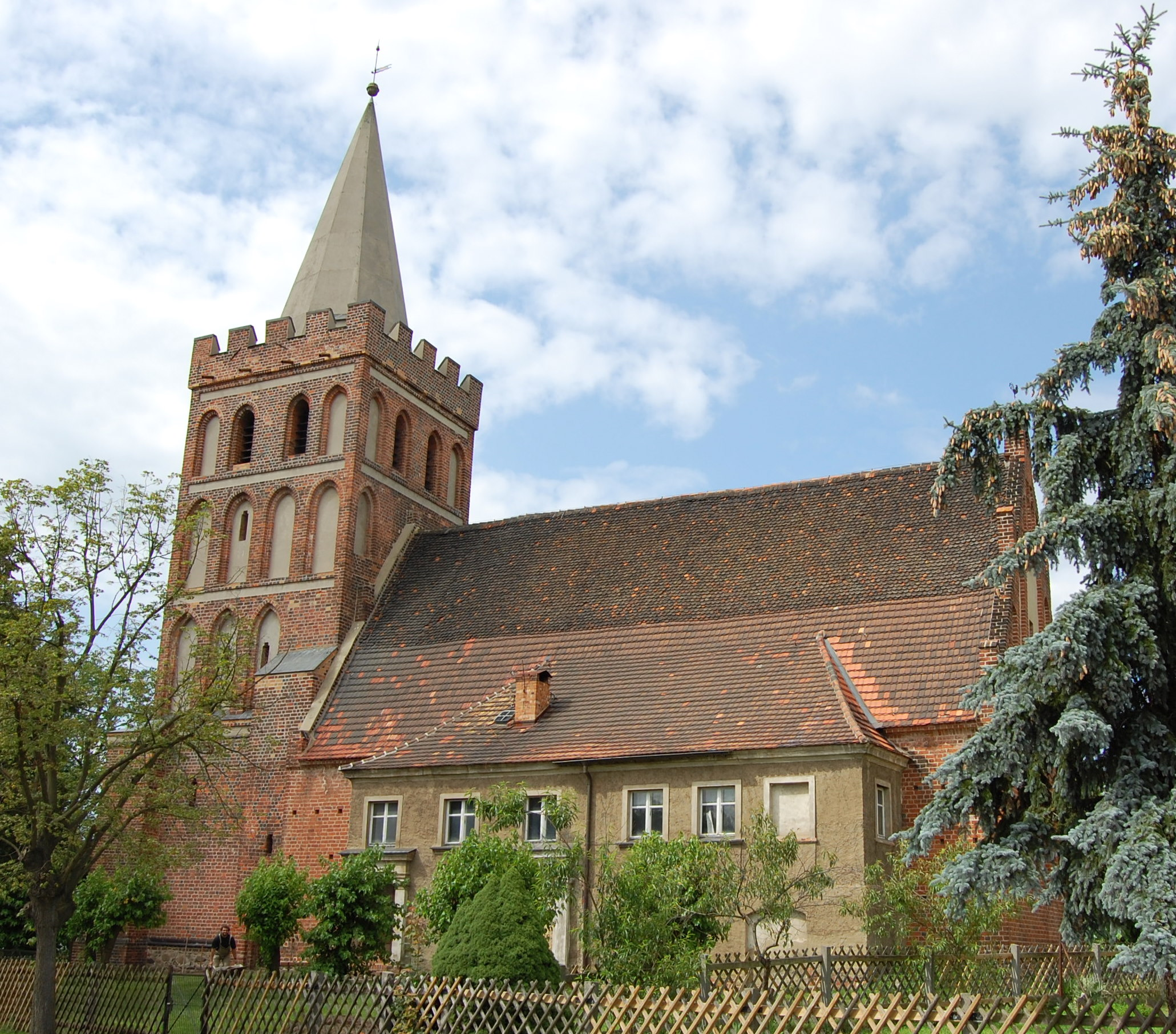
Лютеранский храм

Па́пиц или По́пойце (нем. Papitz; н.-луж. Popojce) — деревня в Нижней Лужице, Германия. Входит в состав коммуны Кольквиц района Шпре-Найсе в земле Бранденбург.

## География
Находится между городами Котбус на востоке и Фечау на западе. На юге деревни проходит автомобильная дорога 15. Ближайшая железнодорожная станция линии Котбус — Берлин находится в Кунерсдорфе.
Соседние населённые пункты: на севере — административный центр коммуны Вербен, на северо-востоке — деревня Рыбын коммуны Вербен, на востоке — деревни Голбин и Цазов, на юго-востоке — деревня Далиц, на юге — деревня Кособуз и на западе — деревни Горней и Бобов.

## История
Деревня имеет уличную структуру построения жилых домов. Впервые упоминается в 1350 году под наименованием Popewitz.
В настоящее время деревня входит в состав культурно-территориальной автономии «Лужицкая поселенческая область», на территории которой действуют законодательные акты земель Саксонии и Бранденбурга, содействующие сохранению лужицких языков и культуры лужичан.

## Население
Официальным языком в населённом пункте, помимо немецкого, является также нижнелужицкий язык.
Согласно статистическому сочинению «Dodawki k statisticy a etnografiji łužickich Serbow» Арношта Муки в 1884 году проживало 514 человек (из них — 502 серболужичанина (98 %)).
Лужицкий демограф Арношт Черник в своём сочинении «Die Entwicklung der sorbischen Bevölkerung» указывает, что в 1956 году при общей численности в 1 031 человек серболужицкое население деревни составляло 57,9 % (из них нижнелужицким языком активно владело 418 человек, 67 — пассивно и 112 несовершеннолетних владели языком).
| 1875 | 1890 | 1910 | 1925 | 1939 | 1946 | 1950 | 1964 | 1981 | 1990 | 2006 |
| ---- | ---- | ---- | ---- | ---- | ---- | ---- | ---- | ---- | ---- | ---- |
| 478  | 576  | 501  | 508  | 469  | 592  | 1245 | 1037 | 896  | 850  | 447  |

## Известные жители и уроженцы
- Йордан, Гайно (1882—1917) — нижнелужицкий педагог и общественный деятель
- Йордан, Гендрих (1841—1910) — нижнелужицкий фольклорист, писатель, издатель, переводчик и педагог
- Йордан, Карло (1885—1967) — нижнелужицкий общественный деятель